# جاك دتون
جاك دتون (بالإنجليزية: Jack Dutton)‏ هو دبلوماسي جنوب أفريقي، ولد في 27 أغسطس 1928 في Tulbagh ‏ في جنوب أفريقيا، وتوفي في 29 نوفمبر 2011.